# 560 Delila
Delila (asteroide 560) é um asteroide da cintura principal com um diâmetro de 37,24 quilómetros, a 2,3157949 UA. Possui uma excentricidade de 0,159034 e um período orbital de 1 669,08 dias (4,57 anos).
Delila tem uma velocidade orbital média de 17,94865545 km/s e uma inclinação de 8,46177º.
Esse asteroide foi descoberto em 13 de Março de 1905 por Max Wolf.